# Episodi di Lipstick Jungle (prima stagione)
- Trasmessa in USA: NBC - 7 febbraio 2008 - 20 marzo 2008
- Trasmessa in Italia: Fox Life - 5 febbraio 2009 - 19 marzo 2009 in chiaro su Cielo canale gratuito del digitale terrestre.
| nº | Titolo originale                | Titolo italiano      | Prima TV USA     | Prima TV Italia  |
| -- | ------------------------------- | -------------------- | ---------------- | ---------------- |
| 1  | Pilot                           | Donne e carriera     | 7 febbraio 2008  | 5 febbraio 2009  |
| 2  | Chapter Two: Nothing Sacred     | Niente di sacro      | 14 febbraio 2008 | 12 febbraio 2009 |
| 3  | Chapter Three: Pink Poison      | Veleno rosa          | 21 febbraio 2008 | 19 febbraio 2009 |
| 4  | Chapter Four: Bombay Highway    | Bombay Highway       | 28 febbraio 2008 | 26 febbraio 2009 |
| 5  | Chapter Five: Dressed To Kill   | Vestito per uccidere | 6 marzo 2008     | 5 marzo 2009     |
| 6  | Chapter Six: Take the High Road | Gira al largo        | 13 marzo 2008    | 12 marzo 2009    |
| 7  | Chapter Seven: Carpe Threesome  | Carpe Trio           | 20 marzo 2008    | 19 marzo 2009    |